# Хъдърлез
Хъдърлез (или Хъдрелез, Хъдерлез, Едрелез) е пролетен празник в мюсюлманските алиански общности (алевити). Съвпада по дата и е сходен с християнския празник Гергьовден (6 май) и считан за негов еквивалент, но има и някои допирни точки с Великден. Част от празника е „ваденето на момински нишани“, подобно на българския обичай Еньова буля, в състава на обредите по Еньовден.

## Празнуване сред алианите
На този празник алевийските младежи люлеят момите (неомъжваните млади жени) на люлки, което е характерно и за традиционното честване на Гергьовден.  Самобитна част от празника са мимическите игри от маскирани жени. Две жени са маскирани като конници (бешикли), група жени са преоблечени като войни, а други са с почернени лица. Разиграват се воински мимове. Всички жени в селището играят специален обреден танц. Обредното облекло за случая е идентично със съответната за района българската народна носия.
Яденето на боядисани яйца напомня на народното празнуване на християнския Великден. Обичаят относно тях е следният: Първото нещо, което трябва да се направи, е да се съберат 41 вида листа (може и цветове) от 41 различни растения, от които едното трябва задължително да бъде мащерка. След това тези листа се измиват и се варят, но в съда, в който се извършва термичната обработка, която именно се предполага, че ще доведе до боядисването по подходящ начин, трябва да се поставят яйца (колкото е броят на членовете в семейството, толкова трябва да са и яйцата). После приготвената вода се прецежда, за да не останат листенца. След което членовете на семейството се изкъпват (както се къпят винаги), но преди да излязат от банята, се поливат с три канички с вода от листата. После изяждат яйцето си в една задължително дървена бъчва. Вечерта се пали висок огън, който трябва да се прескочи от всички, за да са живи и здрави, и против страх.